# Charles Gide

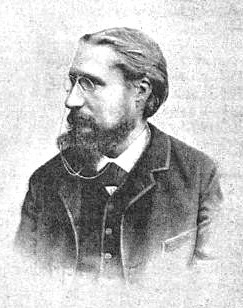
Charles Gide

Charles Gide (* 29. Juni 1847 in Uzès; † 14. März 1932 in Paris) war ein französischer Nationalökonom und Genossenschaftsexperte. Er war auch der Onkel von André Gide.

## Leben und Werk
Der Sohn aus protestantischer Familie lehrte als Professor an den Universitäten von Bordeaux, Montpellier, an der Sorbonne und zuletzt am Collège de France, war aber auch im sozialen Bereich aktiv. So unterstützte er die Bewegung der Université populaire und die von Paul Desjardins 1892 gegründete Union pour la Vérité. Gide war ein großer Freund der Genossenschaftsidee, die er sowohl im agrarischen als auch im Bereich der Konsumgenossenschaften als Instrument klassenversöhnender Sozialisierung vertrat.
Anlässlich der Pariser Weltausstellung von 1889 (zum hundertsten Jahrestag der Französischen Revolution) entwarf Gide die Vision einer im Jahr 1989 realisierbaren „Kooperativen Republik“. Gides große Darstellung der politischen Ökonomie galt in Frankreich jahrzehntelang als Standardwerk, desgleichen seine gemeinsam mit Charles Rist verfasste Dogmengeschichte. Letztere wurde von Franz Oppenheimer ab 1913 in Deutschland in mehreren Auflagen herausgegeben (Geschichte der ökonomischen Lehrmeinungen). Gide war Gründer der Revue d'économie politique.
Bei L'Harmattan (Paris) eine umfassende Werkausgabe in französischer Sprache erschienen.
1920 wurde er zum Mitglied der Académie royale des Sciences, des Lettres et des Beaux-Arts de Belgique gewählt.

## Biografie
- Christophe Charle ; Eva Telkès: 28. Gide (Charles, Henri, Paul). In: Les professeurs du Collège de France – Dictionnaire biographique 1901-1939. Paris : Institut national de recherche pédagogique, 1988 (Histoire biographique de l'enseignement ; 3), S. 81–83 (online).
- Marc Pénin: Charles Gide 1847–1932. L'esprit critique. Paris: l'Harmattan, 1997, ISBN 978-2-7384-6072-1, ISBN 978-2-296-35332-9 (PDF).

## Neuere Auflagen von Werken Gides (in französischer Sprache)
- Charles Gide – Écrits 1869–1886, Éditions L'Harmattan / Comité pour l'édition des œuvres de Charles Gide, Paris, 1999
- Principes d'économie politique, Éditions L'Harmattan / Comité pour l'édition des œuvres de Charles Gide, Paris, 2000
- Principes d'économie politique, (Internetversion)
- Cours d'économie politique (Internetversion)
- Coopération et économie sociale 1886–1902, Éditions L'Harmattan / Comité pour l'édition des œuvres de Charles Gide, Paris, 2001
- L'Emancipation, Éditions L'Harmattan / Comité pour l'édition des œuvres de Charles Gide, Paris, 2001
- Histoire des doctrines économiques depuis les physiocrates jusqu'à nos jours, Éditions L'Harmattan / Comité pour l'édition des œuvres de Charles Gide, Paris, 2001